# Meinl

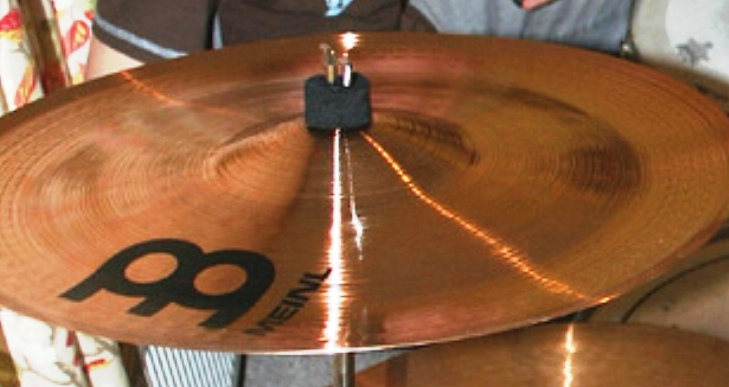
Meinl China

Meinl – niemiecka firma produkująca talerze i instrumenty perkusyjne. Została założona w 1951 roku przez Rolanda Meinla. Siedziba firmy mieści się w Gutenstetten w Niemczech. Jako jedyny producent stosuje 4 stopy brązu: B8, B10, B12, B20. Meinl wytwarza również takie instrumenty jak: bongosy, kongi, krowie dzwonki, djembe, shakery, tamburyny.

## Linie produktów
- mb20, profesjonalne talerze, produkowane z B20
- Byzance, profesjonalne talerze produkowane z B20
- mb10, talerze produkowane z B10
- mb8, talerze produkowane z B8
- Sound Caster, talerze produkowane z B12
- Sound Caster Custom, talerze produkowane z B12
- Amun, profesjonalne talerze produkowane z B8
- GenerationX, stworzone z pomocą Johnnyego Rabba i Thomasa Langa
- Classics, półprofesjonalne talerze produkowane z B8
- MCS, talerze przeznaczone dla początkujących perkusistów produkowane z B8
- HCS, talerze przeznaczone dla początkujących perkusistów produkowane z Mosiądzu